# Достопочтенный джентльмен
«Достопочтенный джентльмен» (англ. The Distinguished Gentleman) — американская политическая комедия 1992 года режиссёра Джонатана Линна.

## Сюжет
Мошенник из Флориды Томас Джефферсон Джонсон решает избраться в Конгресс США и там зарабатывать на лоббизме. Для достижения этой цели он использует тот факт, что его краткое имя — Джефф Джонсон — совпадает с именем недавно умершего конгрессмена и проводит низкобюджетную избирательную кампанию. Он побеждает и отправляется в Вашингтон. Сначала его дела в Вашингтоне идут вполне успешно, но затем он начинает видеть, как жадность и коррупция затрудняет решение вопросов, а также то, что деятельность электроэнергетической компании вызывает рак у детей в маленьком городе.
Пытаясь решить эти вопросы, конгрессмен Джонсон узнает, что его обманул председатель Комитета по энергетике и промышленности, Дик Додж. Джонсон выставляет Доджа коррумпированным. К концу фильма становится понятным, что Джонсон будет выброшен из Конгресса за то, как он был избран, но он демонстративно заявляет: «я собираюсь баллотироваться в президенты!».

## В ролях
| Актёр           | Роль                     |
| --------------- | ------------------------ |
| Эдди Мерфи      | Томас Джефферсон Джонсон |
| Джо Дон Бэйкер  | Олаф Андерсен            |
| Лейн Смит       | Дик Додж                 |
| Шерил Ли Ральф  | мисс Лоретта             |
| Виктория Роуэлл | Селия Кирби              |
| Грант Шод       | Артур Рейнхардт          |
| Чарльз Даттон   | Элайджа Хокинс           |

## Награды
- Environmental Media Awards
  - «Лучший фильм» (1993)
  - «Лучший режиссёр» (Джонатан Линн, 1993)
- Political Film Society
  - Специальный приз (Джонатан Линн, 2001)
  - Специальный приз (2002)